# Леві Нене
Леві Закарія Нене (фр. Levy Zakaria Néné; нар. 17 березня 2006) — малійський футболіст, вінгер данського клубу «Норшелланн».

## Клубна кар'єра
Вихованець ганської академії «Право на мрію». У травні 2024 року підписав контракт з данським «Норшелланном».
19 липня 2024 року дебютував в основному складі «Норшелланна» в матчі данської Суперліги проти «Ольборга», вийшовши на заміну Маркусу Інгвартсену. 23 жовтня в поєдинку Кубка Данії проти клубу «Брабранда» забив свій перший гол у професіональній кар'єрі. 23 лютого 2025 року в матчі проти «Сеннер'юска» відзначився своїми першими м'ячами в Суперлізі, оформивши дубль.

## Особисте життя
Молодший брат футболіста Доржелеса Нене, який виступає за австрійський «Ред Булл».

## Статистика виступів
Станом на 27 липня 2025 
| Клуб              | Сезон             | Чемпіонат         | Чемпіонат | Чемпіонат | Кубок | Кубок | Єврокубки | Єврокубки | Інші  | Інші | Всього | Всього | Всього |
| Клуб              | Сезон             | Дивізіон          | Матчі     | Голи      | Матчі | Голи  | Матчі     | Голи      | Матчі | Голи | Матчі  | Голи   |        |
| ----------------- | ----------------- | ----------------- | --------- | --------- | ----- | ----- | --------- | --------- | ----- | ---- | ------ | ------ | ------ |
| Норшелланн        | 2024–25           | Суперліга         | 19        | 3         | 1     | 1     | —         | —         | —     | —    | 20     | 4      |        |
| Норшелланн        | 2025–26           | Суперліга         | 1         | 0         | 0     | 0     | —         | —         | —     | —    | 1      | 0      |        |
| Всього за кар'єру | Всього за кар'єру | Всього за кар'єру | 20        | 3         | 1     | 1     | 0         | 0         | 0     | 0    | 21     | 4      |        |